# Howard the Duck (pel·lícula)
Howard the Duck és una pel·lícula de ciència-ficció de 1986 dirigida per Willard Huyck i protagonitzada per Lea Thompson, Jeffrey Jones, i Tim Robbins. Basada en el còmic de Marvel del mateix títol, produïda per Gloria Katz i escrita per Huyck i Katz, amb George Lucas fent de productor executiu. El guió estava fet en principi per a una pel·lícula animanda, però l'adaptació es va convertir d'imatge real a causa de les obligacions contractuals. Tot i que durant els darrers 21 anys s'havien publicat diverses adaptacions per a televisió de personatges Marvel, aquest va ser el primer llargmetratge estrenat als cinemes; després del serial Captain America.
Lucas va proposar adaptar el còmic després de la producció d'American Graffiti (1973). Després de diverses dificultats en el procés de producció i una rebuda per a tots els gustos a les projeccions per avançat, Howard the Duck va estrenar-se als cinemes el 1986. La pel·lícula va ser un fracàs crític i comercial, i en els anys posteriors, considerada fins i tot una de les pitjors pel·lícules de tots els temps. Va ser nominada a set Premis Razzie (guanyant-ne quatre), i va recaptar 15 milions de dòlars als Estats Units.

## Repartiment
- Ed Gale com a Howard the Duck
  - Chip Zien com la veu de Howard the Duck
- Lea Thompson com a Beverly Switzler
- Tim Robbins com a Phil Blumburtt
- Jeffrey Jones com el Dr. Walter Jenning
- David Paymer com a Larry
- Paul Guilfoyle com el tinent Welker
- Liz Sagal com a Ronette
- Dominique Davalos com a Cal
- Holly Robinson com a K.C.
- Tommy Swerdlow com a Ginger Moss
- Richard Edson com a Ritchie
- Miles Chapin com a Carter
- Paul Comi com el Dr. Chapin
- Richard McGonagle com l'agent de policia nº1
- Virginia Capers com a Cora Mae
- Miguel Sandoval com l'encarregat de l'entreteniment a un bar
- William Hall com l'agent Hanson
- Richard Kiley com The Cosmos (veu)
- Brian Steele (no apareix als títols de crèdit) com la veu de Dark Overlords of the Universe